# Нижние Челны (Нижнекамский район)
 Нижние Челны  (тат. Түбән Чаллы) — село в Нижнекамском районе Татарстана. Входит в состав Краснокадкинского сельского поселения.

## География
Находится в центральной части Татарстана на расстоянии приблизительно 24 км по прямой на юг-юго-запад от районного центра города Нижнекамск у реки Зай.

## История
Известно с 1680 года. На начало XX века были мечеть и мектеб.
В «Списке населенных мест по сведениям 1870 года», изданном в 1877 году, населённый пункт упомянут как деревня Нижние Челны 3-го стана Мензелинского уезда Уфимской губернии. Располагалась при речке Челнинке, по правую сторону коммерческого тракта из Бирска в Мамадыш, в 99 верстах от уездного города Мензелинска и в 15 верстах от становой квартиры в селе Заинск (Пригород). В деревне, в 110 дворах жили 558 человек (274 мужчины и 284 женщины, татары), были мечеть, училище, водяная мельница. Жители занимались земледелием, скотоводством, пчеловодством, печным ремеслом.
По сведениям переписи 1897 года, в деревне Нижние Челны Мензелинского уезда Уфимской губернии жили 1078 человек (542 мужчины и 536 женщин), все мусульмане.

## Население
Постоянных жителей было: в 1870—558, в 1897—1078, в 1913—1432, в 1920—767, в 1949—694, в 1958—677, в 1970—876, в 1979—705, в 1989—379, в 2002 − 286 (татары 100 %), 273 в 2010.